# Шо Хајтс (Колорадо)
Шо Хајтс (енгл. Shaw Heights) насељено је место без административног статуса у америчкој савезној држави Колорадо.

## Демографија
По попису из 2010. године број становника је 5.116.
| Група             | 2000.    | 2010.         |
| Белци             | 0 (0,0%) | 2.769 (54,1%) |
| Афроамериканци    | 0 (0,0%) | 41 (0,8%)     |
| Азијати           | 0 (0,0%) | 316 (6,2%)    |
| Хиспаноамериканци | 0 (0,0%) | 1.877 (36,7%) |
| Укупно            | 0        | 5.116         |